# Película pancromática
Una película pancromática es un tipo de película fotográfica en blanco y negro sensible a todas las longitudes de onda del espectro visible. Por lo tanto una película pancromática produce una imagen realista de una escena. Casi toda la fotografía moderna es pancromática, pero algunas son ortocromáticas, que no son sensibles a algunas longitudes de onda. En su estado natural, las emulsiones de haluro de plata son mucho más sensibles a la luz azul y a la luz ultravioleta. El químico alemán Hermann W. Vogel descubrió como extender la sensibilidad al verde, y después al naranja, añadiendo tintes que sensibilizan la emulsión. Sin embargo, su técnica no fue ampliada para alcanzar una película pancromática completa hasta principios del siglo XX, un poco después de su muerte. Las acciones pancromáticas por seguir con placas fotográficas estuvieron disponibles comercialmente en 1906.  Pero el cambio a la película ortocromática fue sólo gradual: las placas pancromáticas costaban entre dos y tres veces más, y tenían que ser reveladas en la oscuridad, a diferencia de la ortocromática que, siendo insensible al rojo, podía ser revelada bajo una luz roja en el cuarto oscuro. Y el proceso que aumentó la sensibilidad de la película al amarillo y rojo también se hizo sensible al violeta y azul, lo que requiere un filtro de lente de color amarillo-rojo para corregirlo, que a su vez reduce la cantidad total de luz y aumenta el tiempo de exposición necesario.
La película ortocromática resultó un problema para las imágenes en movimiento, haciendo el cielo azul perpetuamente nublado, el cabello rubio descolorido, los ojos azules casi blancos, y los labios rojos casi negros. Hasta cierto punto esto puede ser corregido con el maquillaje, filtros de lentes, e iluminación, pero nunca se completa satisfactoriamente. Pero incluso esas soluciones eran inutilizables para agregar color a los sistemas de películas como Kinemacolor y Prizma, que se fotografió en papel de blanco y negro con filtros de colores alternativos. En esos casos, las acciones negativas de la película llegó del fabricante que tuvo que pasar a través de una solución de color sensible, un proceso que consume tiempo que aumentó el costo desde 3 centavos a 7 dólares. Eastman Kodak, el principal proveedor de películas cinematográficas, introdujo una acción de película pancromática en septiembre de 1913, disponible bajo pedido especial para fotografiar imágenes en color de movimiento en los sistemas aditivos. Los camarógrafos comenzaron a usarlo para películas de blanco y negro en 1918, principalmente para las escenas al aire libre. La empresa presentó Kodak Panchromatic Cine Film como un stock regular en 1922. La primera película en blanco y negro para ser fotografiada enteramente en la acción pancromática fue The Headless Horseman (1922). Pero el stock pancromático era más caro, y no hasta que los precios se igualaran por la competencia en 1926 llegó a ser utilizado más ampliamente que la acción ortocromática. 
Kodak suspendió la fabricación de películas ortocromáticas en 1930.
Las imágenes digitales pancromáticas de la superficie de la Tierra es también producida por algunos satélites modernos, como QuickBird e IKONOS. Esta imagen es extremadamente útil, ya que por lo general es una resolución mucho más alta (espacial) que la resolución de las imágenes multiespectrales del satélite mismo. Por ejemplo, el satélite QuickBird produce imágenes pancromáticas de un equivalente de píxeles en un área de 0.6m x 0.6m, mientras que los píxeles multiespectrales representan un área de 2.4m x 2.4m.